# ヴァラジュディン
ヴァラジュディン （Varaždin 、ドイツ語: Warasdinヴァラシュディン, ハンガリー語: Varasd, ラテン語: Varasdinum）は、クロアチア北西部の都市。首都ザグレブの北81kmにある。ヴァラジュディン郡の中心地で、ドラヴァ川に近い。バロック様式の建築物、織物、食品、IT企業で知られる。

## 歴史

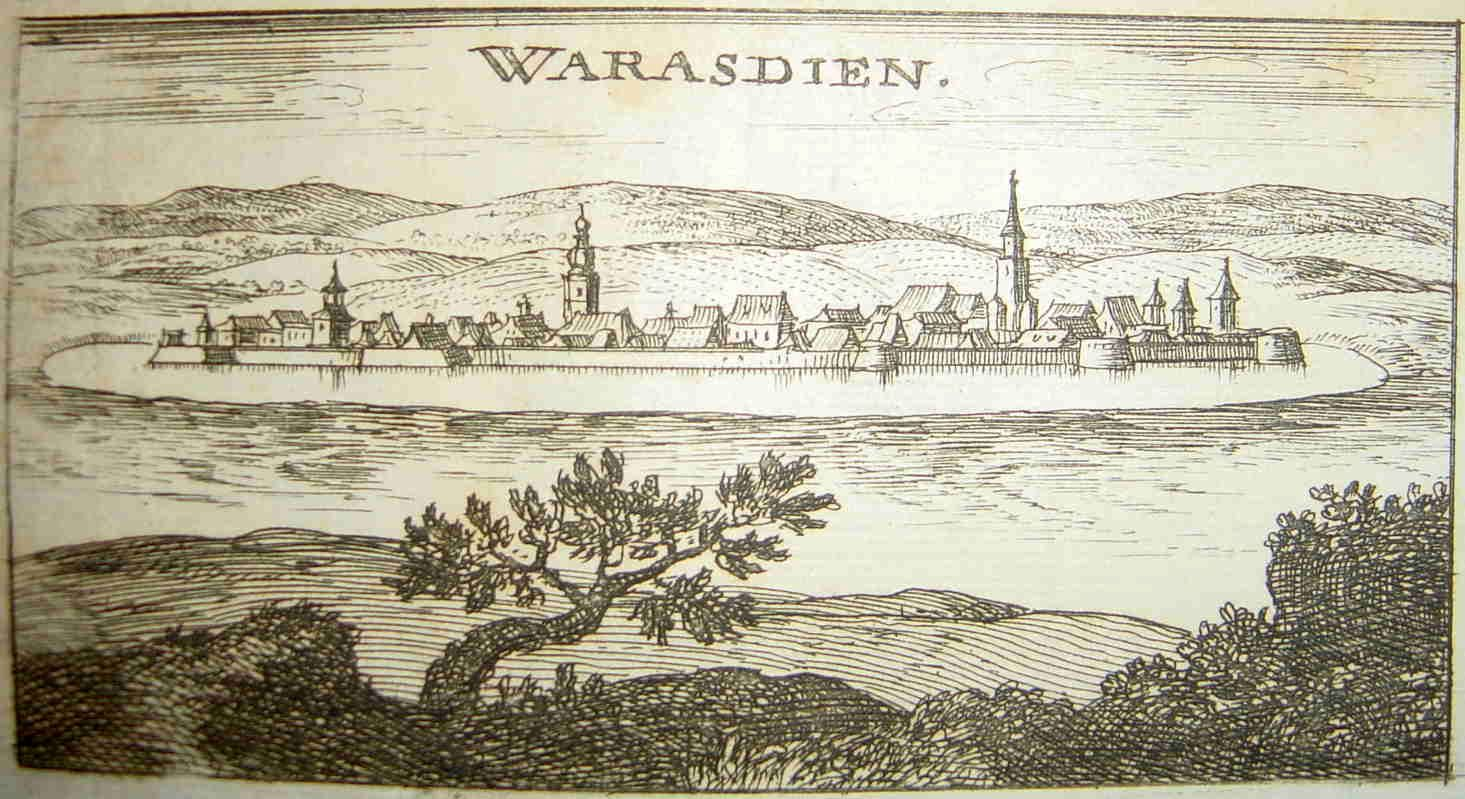
17世紀に描かれたヴァラシュディン

ヴァラジュディンに関して、文献に残る最初の記録はハンガリー王ベーラ3世が近郊にある温泉、つまり現在のヴァラジュディンスケ・トプリツェ（Varazdinske Toplice）について1181年に言及した際のものである。
ヴァラジュディンは、1209年にアンドラーシュ2世によって自由王国都市（Szabad királyi város）の特権を授けられた。その後、町は中央クロアチア（クロアチア北部）の経済・軍事の中心となっていく。オスマン帝国のヨーロッパ侵攻のため、町は古くからの要塞を核にして防御的に建設され、典型的な中世の水城（Wasserburg）の外観となった。13世紀初頭、聖ヨハネ騎士団（クロアチア語:Ivanovci）がヴァラジュディンで活動を始め、教会や修道院を建てた。その後一部はフランシスコ会に引き継がれた。
14世紀の終わり、ヴァラジュディン要塞はツェリェ伯の手に渡った。その後の数世紀、ヴァラジュディンを所領とする大貴族はいくつか移り変わった。そのなかで、最有力なクロアチア貴族の一つフランコパン家（Frankopan family）のベアトリツェ（Beatrice de Frangepan）とブランデンブルク＝アンスバッハ辺境伯ゲオルク夫妻がタウンホールを建設した。次の当主であるイヴァン・ウングナド男爵（Ivan Ungnad）は防御設備を増強した。16世紀終わりにはタマーシュ・エルデーディ伯（Tamás Erdődy）が所有者となり、ヴァラジュディン郡を世襲的に保持することとなった。要塞は1925年までエルデーディ家（House of Erdödy）が所有した。
1756年、クロアチア総督（バン）であるフェレンツ・ナーダシュディ（Ferenc Nádasdy）はヴァラジュディンに自身の公邸を設け、この街はクロアチア全土の首都となった。そのためサボル（クロアチア議会（Sabor））の開催地となり、1767年にマリア・テレジアはクロアチア王立会議（英: the Croatian Royal Council）をヴァラジュディンに設置した。
宗教改革と反宗教改革の時代、ヴァラジュディンは大きな影響を受けた。イエズス会がヴァラジュディンへやってくると、ギムナジウム（1636年）と修道院がつくられ、それらはバロック様式で建てられた。
18世紀、ヴァラジュディンは多くのクロアチア貴族の本拠地となり、1756年にはクロアチアの行政上の中心となった。1776年の大火では町の大半が焼かれ、結果として行政機能がザグレブへ戻ることになった。
19世紀より、ヴァラジュディンは完全に再建され、拡張し、工芸と貿易が華開いた。後には絹とレンガの産業がそれに続いた。劇場、音楽学校、消防署が建てられた。
20世紀、ヴァラジュディンは北西クロアチアの産業中心地として成長した。織物の製造業者Tivarは1918年に創設された。1991年のクロアチア紛争では、ヴァラジュディンはわずか数日しか直接の被害を受けなかった。それはユーゴスラビア人民軍の大規模な拠点がすぐに降伏し、それによって犠牲者の数が少なく済み、武器がクロアチア軍の手に渡ったからだった。

## 史跡

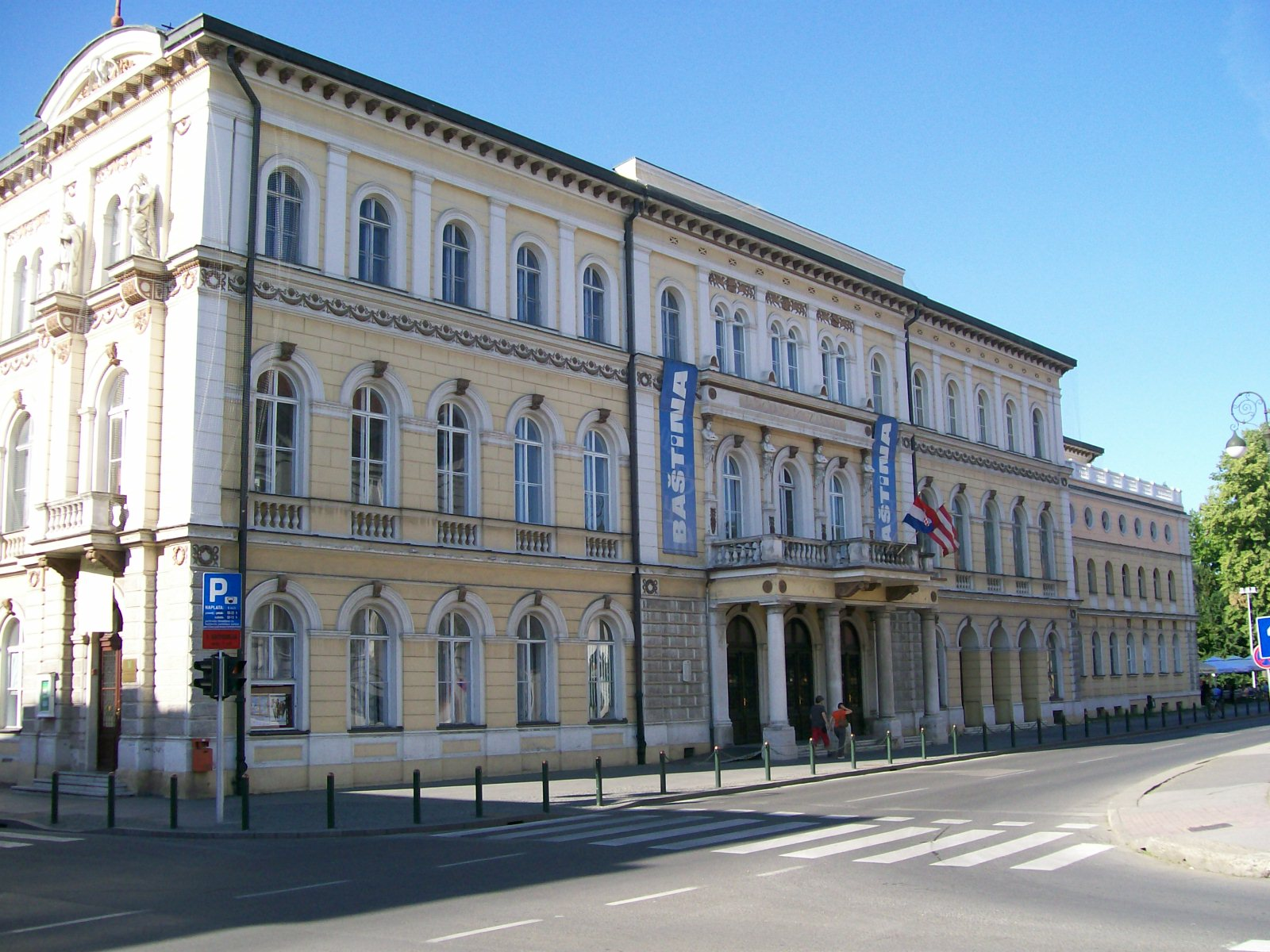
ヴァラジュディンのクロアチア国立劇場

ヴァラジュディンは、クロアチア本土にある中でも有数の、保存状態が良く豊富な都市の史跡を抱える。
旧市街の要塞は、中世の防衛施設の好例である。建設は14世紀に始まり、続いてクロアチアの典型的なゴシック様式の円形塔などが加えられた。現在は博物館が入っている。 
美術館は、1750年にロココ様式で建てられたセルマージュ宮殿内にある。
1523年、ブランデンブルク＝アンスバッハ辺境伯ゲオルクは後期バロック様式のタウンホールを建設した。このタウンホールの塔の下にはヴァラジュディンの紋章が飾られている。警備兵交替の行事が毎週土曜日に行われる。
かつてイエズス会派教会であったヴァラジュディン聖堂は、1647年に建てられた。バロック様式の入り口、18世紀の祭壇、そして絵画が特徴である。
ヴァラジュディンには、バロック、ロココの邸宅や住宅が多くある。特に価値のあるものはヴァラジュディンのクロアチア国立劇場で、ウィーンの有名な建築家ヘルマン・ヘルマー、フェルディナント・フェルナーによって設計された。
バロック音楽フェスティヴァルが、1971年からヴァラジュディンで毎年開催されている。クロアチア内外から優れた音楽家と愛好家が集まる。観光客に勧められるのは、歴史的なフェスティヴァルであるŠpancir festで、毎年9月に行われる。 
市のかつての警備兵プルガリは、市庁舎正面で毎週行われる交替の儀式同様、各種の行事で登場する。加えて、ヴァラジュディンの警察官は、暖かい季節には自転車で市内をパトロールする。

## 経済
ヴァラジュディンは、1991年のクロアチア紛争で直接の被害に遭わなかった数少ない都市の一つである。大手テキスタイル企業ヴァルテクス、国民的な食べ物ヴィンディヤ、金属加工、建設資材産業などもある。財政金融分野も高成長をしている。さらなる経済成長は自由投資区域の創設が後押しとなっている。
2007年3月までは、ヴァラジュディン証券取引所が置かれていた。（ザグレブ証券取引所により吸収合併）

## 交通

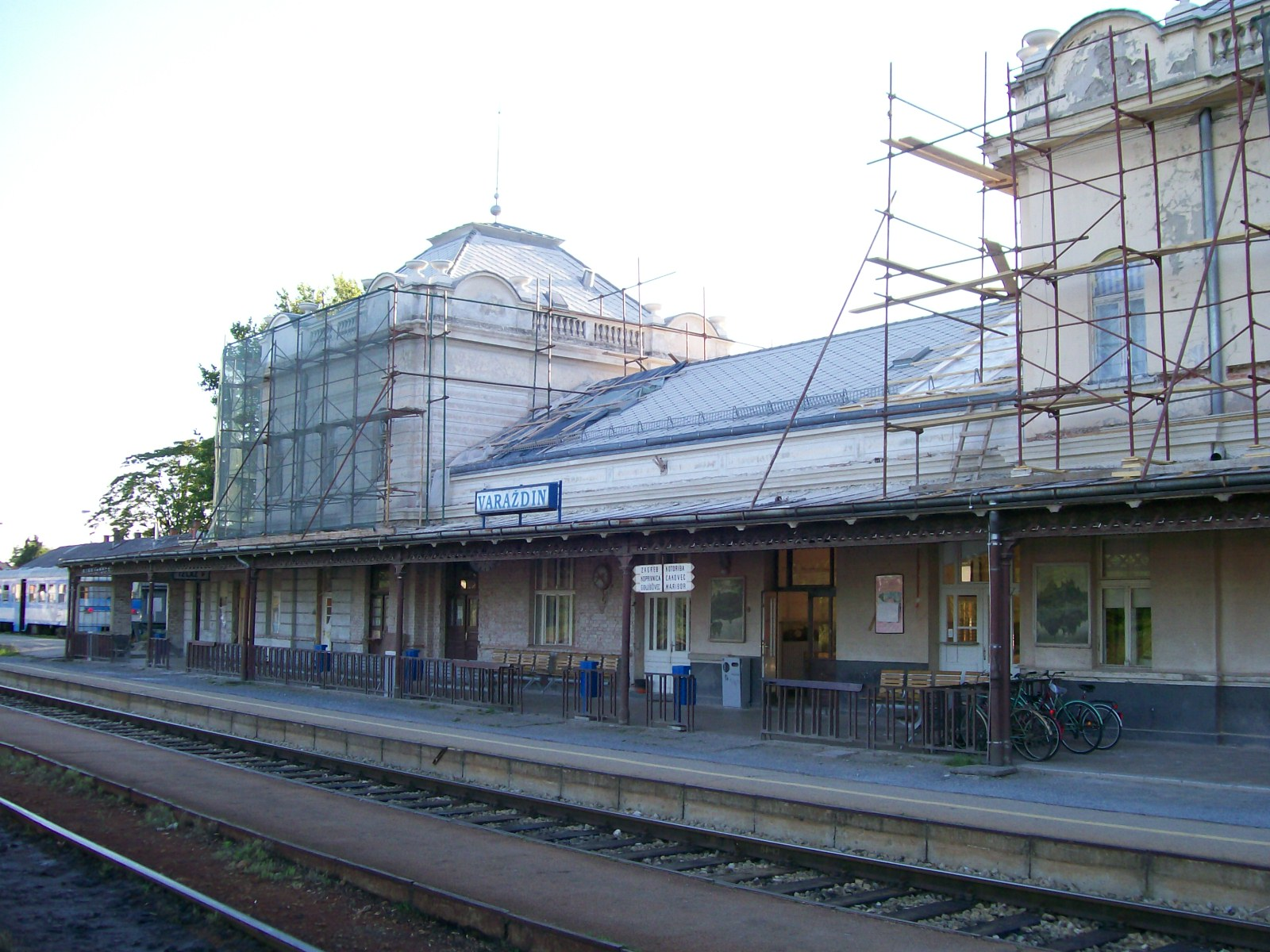
駅

ヴァラジュディンは道路交通が容易である。道路のインフラストラクチャーは良く、新たにできた南北をつなぐ高速道は、ハンガリー国境に近接するゴリチャンとザグレブ、同様にアドリア海とをつないでいる。高速道に加え、東西の高速道もスロヴェニア国境に近接するコプリヴニツァ、オシエクとクロアチア東部とをつなぐ。市はバスの公共交通網によって周辺の町村とつながっている。鉄道とバス・ステーションもあり、どちらも市中心部から徒歩10分ほどの場所にある。鉄道は主として貨物に利用される。国の鉄道インフラストラクチャーの欠如のためである。ヴァラジュディンのバス・サービスは質が高く、多くの地方、国内外の道路を定期的に運行し、同様にアドリア海へ向かう多くの周期的なルートも通る。タクシーも依頼があり次第利用できる。市の郊外には小さな余暇用空港があり、主に観光や農業目的で利用されている。

## 現在のヴァラジュディン

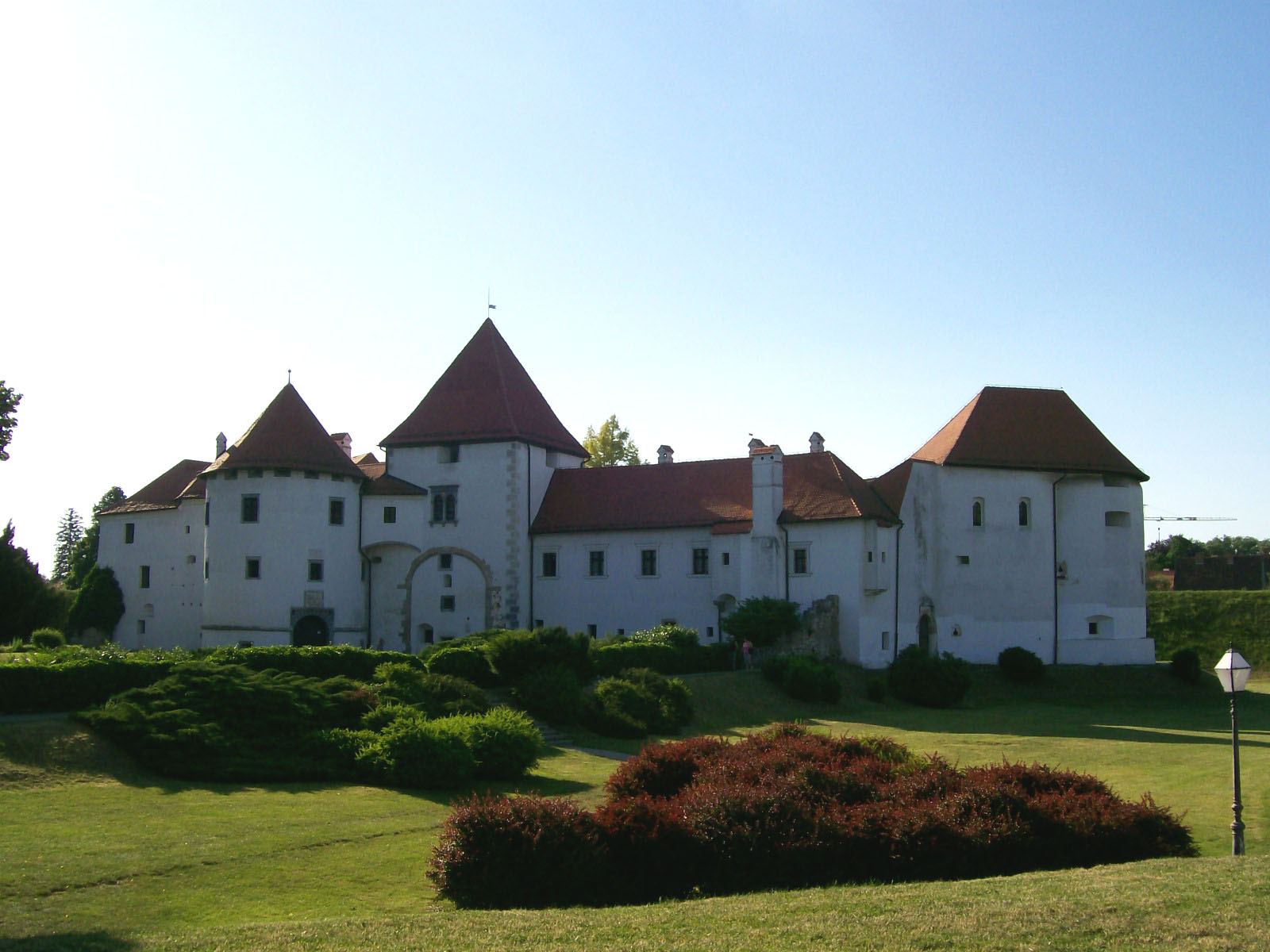
旧市街

現在のヴァラジュディンは、夏の非常に人気のある観光地である。夏期には、数多くの観光客がヴァラジュディンやその郊外へ休暇を過ごしにやってくる。市は文化的な地区、ダウンタウンの中心にあるショッピング街、多様なスポーツと余暇施設、そして豊かな伝統ある料理が楽しめる。ヴァラジュディンの観光時期が終わりに近くなると、8月下旬に始まり9月下旬に終わるシュパンシル・フェスティヴァルがやってくる。冬期になると、学校の新学期の始まりを反映して行事はぐっと少なくなる。

## 姉妹都市

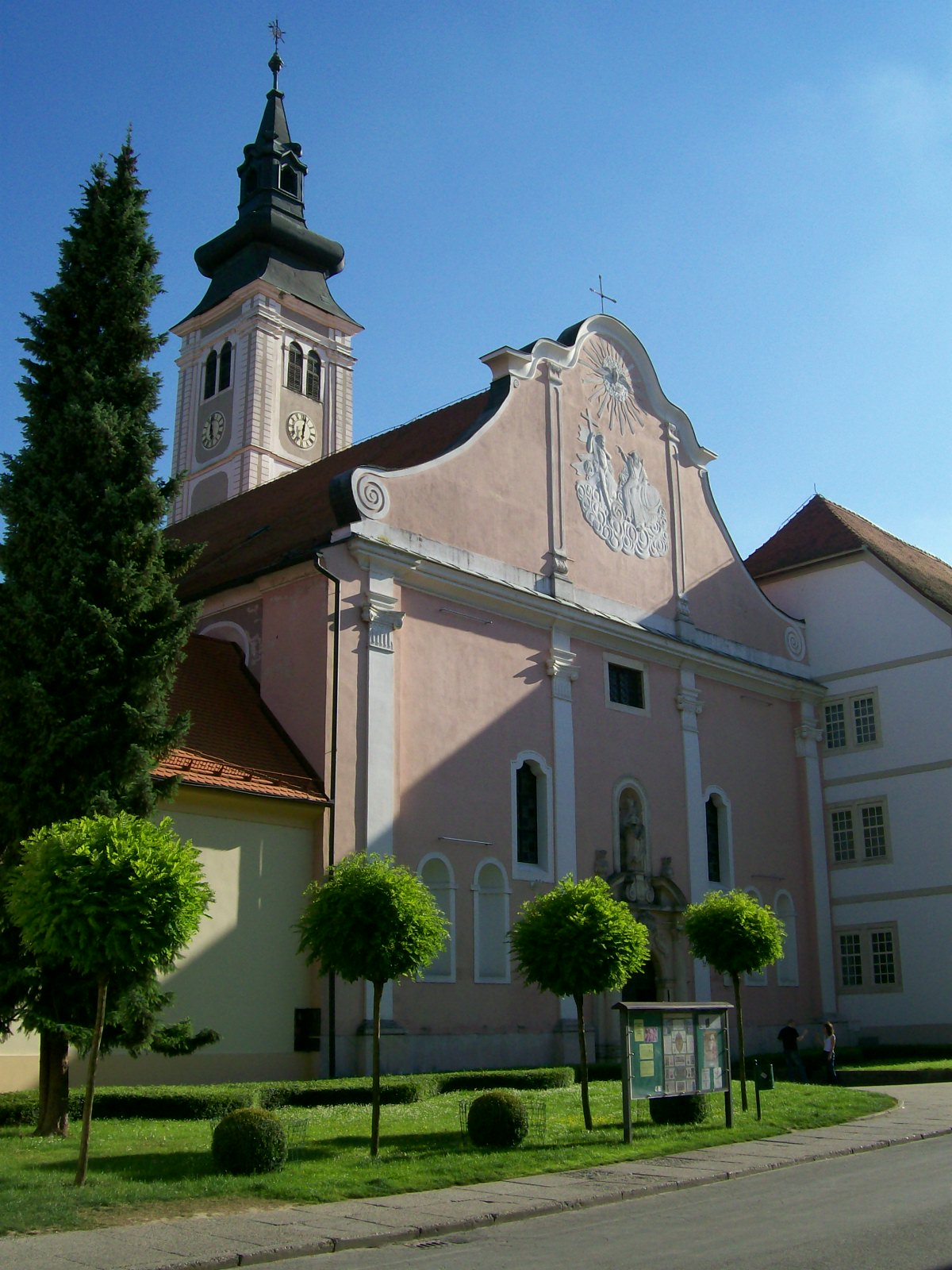
ヴァラジュディン聖堂

- - バート・ラドケルシュブルク, オーストリア
- - プーラ, クロアチア
- - オセール, フランス
- - ラーフェンスブルク, ドイツ
- - コブレンツ, ドイツ
- - ザラエゲルセグ, ハンガリー
- - モンターレ, イタリア
- - ギマランイス, ポルトガル
- - トルナヴァ, スロバキア

## スポーツ
- NKヴァルテクス・ヴァラジュディン　-　プロサッカークラブ

## 出身人物
- カロリナ・スプレム - テニス選手
- マルコ・ログ - サッカー選手
- クルーノ・ロブレク - サッカー選手
- ヨシプ・ポサヴェツ - サッカー選手
- レオン・ベンコ - サッカー選手
- ロベルト・プンチェツ - サッカー選手